# MTV Europe Music Awards 2022

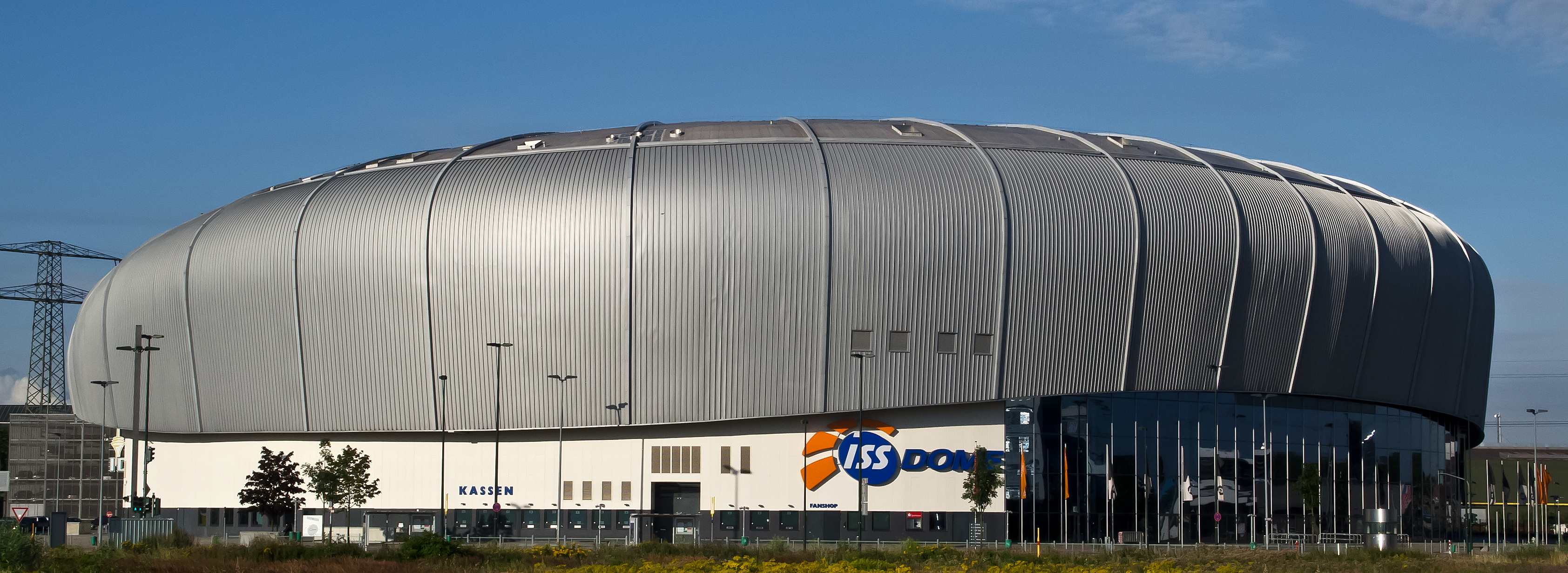
PSD Bank Dome miejsce wydarzenia

MTV Europe Music Awards 2022 – dwudziesta dziewiąta gala wręczenia Europejskich Nagród Muzycznych MTV, która odbędzie się 13 listopada 2022 roku w PSD Bank Dome w Düsseldorfie w Niemczech.
Nominacje zostały oficjalne ogłoszone 12 października 2022 roku za pośrednictwem serwisów społecznościowych oraz platformy YouTube. Taylor Swift zdobyła sześć nominacji i jest najczęściej nominowaną artystką. Nicki Minaj i Rosalía otrzymały po pięć nominacji, co czyni Minaj najczęściej nominowanym raperem. Blackpink stał się pierwszym zespołem K-popowym, który został nominowany do nagrody Najlepszy teledysk. Podczas tegorocznego rozdania nagród wprowadzono dwie nowe kategorie: Najlepszy teledysk długoformatowy i Najlepszy występ Metaverse, a dwie kategorie: Najlepszy wykonawca R&B i Najlepszy występ na żywo powracają po kilku latach nieobecności. Trzy regionalne nominacje: Najlepszy wykonawca japoński, Najlepszy wykonawca koreański oraz Najlepszy wykonawca z Azji Południowo-Wschodniej połączyły się w jedną nową kategorię Najlepszy wykonawca azjatycki.

## Występy
| Artysta                   | Utwór           |
| Główne show               | Główne show     |
| ------------------------- | --------------- |
| Ava Max                   |                 |
| Bebe Rexha i David Guetta | I'm Good (Blue) |
| GAYLE                     |                 |
| Gorillaz                  |                 |
| Kalush Orchestra          |                 |
| Lewis Capaldi             |                 |
| Muse                      |                 |
| OneRepublic               |                 |
| Spinall, Äyanna i Nasty C |                 |
| Stormzy                   |                 |

## Nagrody i nominacje
Zwycięzcy zostali wymienieni jako pierwsi oraz wyróżnieni pogrubioną czcionką
| Najlepsza piosenka | Najlepszy teledysk |
| --- | --- |
| - Nicki Minaj – "Super Freaky Girl" - Bad Bunny i Chencho Corleone – "Me Porto Bonito" - Harry Styles – "As It Was" - Jack Harlow – "First Class" - Lizzo – "About Damn Time" - Rosalía – "Despechá" | - Taylor Swift – All Too Well: The Short Film - Harry Styles – "As It Was" - Blackpink – "Pink Venom" - Doja Cat – "Woman" - Kendrick Lamar – "The Heart Part 5" - Nicki Minaj – "Super Freaky Girl" |
| Najlepszy wykonawca | Najlepszy debiut |
| - Taylor Swift - Adele - Beyoncé - Harry Styles - Nicki Minaj - Rosalía | - Seventeen - Baby Keem - Dove Cameron - GAYLE - Stephen Sanchez - Tems |
| Najlepsza współpraca | Najlepszy artysta muzyki pop |
| - David Guetta & Bebe Rexha – "I'm Good (Blue)" - Bad Bunny & Chencho Corleone – "Me Porto Bonito" - DJ Khaled feat. Drake & Lil Baby – "Staying Alive" - Megan Thee Stallion & Dua Lipa – "Sweetest Pie" - Post Malone feat. Doja Cat – "I Like You (A Happier Song)" - Shakira & Rauw Alejandro – "Te Felicito" - Tiësto & Ava Max – "The Motto" | - Taylor Swift - Billie Eilish - Doja Cat - Ed Sheeran - Harry Styles - Lizzo |
| Najlepszy wykonawca hip-hop | Najlepszy wykonawca rock |
| - Nicki Minaj - Drake - Future - Jack Harlow - Kendrick Lamar - Lil Baby - Megan Thee Stallion | - Muse - Foo Fighters - Måneskin - Red Hot Chili Peppers - Liam Gallagher - The Killers |
| Najlepszy wykonawca alternatywny | Najlepszy wykonawca muzyki elektronicznej |
| - Gorillaz - Imagine Dragons - Panic! at the Disco - Tame Impala - Twenty One Pilots - Yungblud | - David Guetta - Calvin Harris - DJ Snake - Marshmello - Swedish House Mafia - Tiësto |
| Najlepszy wykonawca R&B | Najlepszy wykonawca K-pop |
| - Chlöe - H.E.R. - Khalid - Giveon - Summer Walker - SZA | - Lisa - Blackpink - BTS - Itzy - Seventeen - Twice |
| Video for Good | Najlepszy artysta w serii MTV Push |
| - Sam Smith feat. Kim Petras – "Unholy" - Ed Sheeran feat Lil Baby – "2step" - Kendrick Lamar – "The Heart Part 5" - Latto – "Pussy" - Lizzo – "About Damn Time" - Stromae – "Fils de joie" | - Seventeen - Nessa Barrett - Mae Muller - GAYLE - Shenseea - Omar Apollo - Wet Leg - Muni Long - Doechii - Saucy Santana - Stephen Sanchez - Jvke |
| Najwierniejsi fani | Najlepszy artysta muzyki latynoskiej |
| - BTS - Taylor Swift - Nicki Minaj - Blackpink - Harry Styles - Lady Gaga | - Anitta - Bad Bunny - Becky G - J Balvin - Rosalía - Shakira |
| Najlepszy teledysk długoformatowy | Najlepszy występ Metaverse |
| - Taylor Swift – All Too Well: The Short Film - Foo Fighters – "Studio 666" - Taylor Hawkins Tribute Concert: Wembley Stadium, London - Rosalía – "MOTOMAMI (ROSALÍA TikTok LIVE Performance)" - Stormzy – "Mel Made Me Do It" | - Blackpink – "Blackpink x (PUBG) 2022 In-Game Concert: [THE VIRTUAL]" - BTS - "'Butter' & 'Permission To Dance' Minecraft Concert!" - Charli XCX – "Samsung Superstar Galaxy Concert Charli XCX - Roblox" - Justin Bieber – "Wave Presents: Justin Bieber - An Interactive Virtual Experience" - Twenty One Pilots - "Roblox presents Twenty One Pilots Concert Experience" |
| Najlepszy występ na żywo | |
| - Harry Styles - Coldplay - Ed Sheeran - Kendrick Lamar - Lady Gaga - The Weeknd | |